# 野坂完山
野坂 完山（のさか かんざん、1785年〈天明5年〉 - 1840年〈天保11年〉）は、日本の医者、儒学者。別名、野坂三益（さんえき）。

## 人物
広島県賀茂郡寺家村（現在の東広島市西条町寺家）に生まれた完山は、16歳から20歳までの4年間広島と京都に留学し、医学や漢学を学んだ。寺家村に戻ってからは家業を継いで医術に専念した。天保5年には広島藩に御医師格に登用された。私塾を開き、日本各地から門下生を集めた。江木高遠の父で備後福山藩の学者である江木鰐水もその門下生の一人であり、広島県指定の史跡である完山の墓には鰐水による墓碑銘が刻まれている。
医学のほか、儒学や文学にも精通していた。35年近く書き綴ったといわれる「鶴亭日記」（全46巻）は当時の社会情勢を克明に記しており、郷土にとって貴重な資料となっている。

## 野坂完山之墓
完山の13年忌に、門下生によって完山の墓が建てられた。この墓は上述の通り、「野坂完山之墓」として広島県指定の史跡になっている。 